# 沙基事件

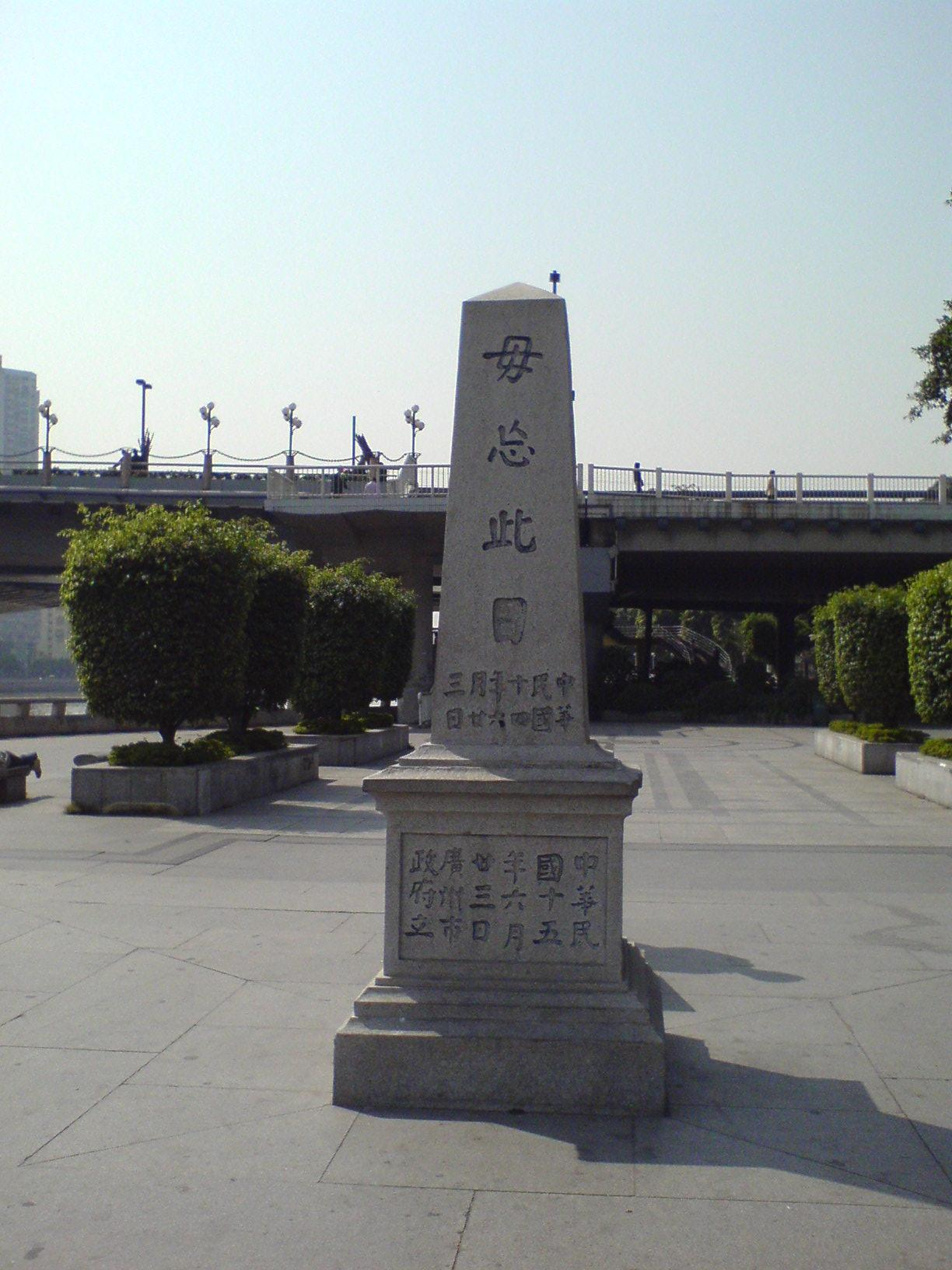
沙基事件の“毋忘此日”（意味：この日を忘れない）という記念碑

沙基事件は、六二三事件も呼ばれ、1925年6月23日に中華民国広東省広州市の沙基（サーケイ）という通りで反英デモ隊にイギリス軍が発砲して多くの死傷者を出した事件である。

## 経過
1925年5月30日、上海にあった日系紡績会社の中国人労働者たちが賃金の改善、組合の承認などを求めて大規模なストライキに入った。事件をきっかけにして、上海にある他の日系紡績会社でもストライキが頻発し、反帝国主義運動の声が上海から各地に広がっていた。
同年6月23日、10万人という大規模なデモ隊が広州の沙基で集まるとき、対岸の沙面に駐屯していた英仏両軍の兵隊が発砲し、52人以上が死亡、170人あまりが負傷した。当時、沙基と呼ばれた通りは6月23日の日付をとって「六二三路」という大通りになっている。

## 記念碑
現在、珠江に沿って通る沿江西路の西端、人民橋がかかる近くの公園内には、1950年に事件で亡くなった烈士を称えた「沙基惨案烈士紀念碑」という石碑が立っている。1963年、石碑は「広州市文物保護単位」に指定された。